# Anna Miquel i Andreu
Anna Miquel i Andreu, (Barcelona, 1949 - juliol del 2015) va ser una artista dedicada a la pintura, al dibuix i al cinema d'animació. Va ser professora a la Facultat de Belles Arts de la Universitat de Barcelona.
Miquel va començar a estudiar Belles Arts a L'Escola Superior de Sant Jordi, a Barcelona, el 1967, i va acabar el 1971, quan va obtindre el títol de professora de Dibuix. El 1972, va realitzar la seva primera exposició individual de pintura al Centre d'Art Jove de Barcelona. Durant els anys 1971, 1972 i 1973, Miquel va treballar als antics Estudis Moro de Barcelona a la sèrie de dibuixos animats The Jackson 5ive, una col·laboració amb el director Robert Balser, i a més va realitzar diversos curts pels quals va obtenir premis nacionals i internacionals.
El 1979 va ser professora per la Facultat de Belles Arts de la Universitat de Barcelona, on va obtenir el grau de doctora i la plaça de professora titular de Dibuix amb el perfil d'animació. Ha col·laborat amb arquitectes de renom a l'assessorament dels colors per a l'arquitectura. Ha dissenyat portades de llibres i cartells publicitaris. Va dissenyar també un decorat per l'espectacle de dansa “Corola” d'Àngels Margarit. Recentment, ha publicat un llibre de literatura juvenil titulat Els exploradors a la Lluna. És el primer volum d'una sèrie de llibres per a joves adolescents: Els exploradors de l'Espai. La seva última exposició va ser “La memòria del mar”. Va tenir lloc a la Sala Parés i a la Galeria Trama, a l'estiu del 2013. Incloïa quadres amb temàtica de naufragis, el literal i el marí, i allò vital o existencial.
A la pintura d'Anna Miquel, els elements tàctils i les presències denses i visibles conviuen amb la possibilitat o l'aparició del buit, de la desaparició.